# Mathieu Lesgourgues
Pour les articles homonymes, voir Lesgourgues.

a Compétitions nationales et continentales officielles uniquement.

Dernière mise à jour le 27 août 2017.
Mathieu Lesgourgues, né le 4 juin 1985 à La Teste-de-Buch, est un joueur de rugby à XV évoluant au poste de centre ou demi d'ouverture (1,78 m pour 93 kg). Il est également un joueur de rugby à VII.

## Clubs successifs
- 2001-2005 :  US Dax (centre de formation).
- 2005-2008 : Stade montois
- 2008-2013 : Stade langonnais
- 2013-2016 : Santa Monica RC

## Palmarès
- Équipe de France Développement de rugby à VII.
- Champion de France Federal 1B en 2009 avec le Stade Langonnais.
- Participation au World Rugby Classic avec les USA Classic Eagles (2015, 2016 et 2017)